# Federico Héctor Pérez
Federico Héctor Pérez (5 de marzo de 2004) es un futbolista argentino. Juega de lateral por izquierda y su equipo actual es Quilmes, de la Primera Nacional, a préstamo de Comunicaciones.

## Carrera

### Comunicaciones
Pérez se formó en las divisiones inferiores de Comunicaciones y logró su debut como profesional el 18 de septiembre de 2021 en la victoria 1-0 sobre Fénix. El joven defensor ingresó a los 34 minutos del segundo tiempo por Lucas Reynoso.
Sus primeros dos años en el plantel profesional lo tuvieron al lateral derecho jugando solo 12 partidos. En 2023 consiguió establecerse en el equipo titular y jugó 33 partidos por el campeonato de Primera B, además de disputar un encuentro por Copa Argentina.

### Quilmes
Tras un buen torneo, Federico Pérez se incorporó a Quilmes a inicios de 2024. El club de la Primera Nacional lo contrató a préstamo por un año con opción de compra.

## Estadísticas

### Clubes
| Comunicaciones Argentina | 3.ª                 | 2021                | 9  | 0 | - | - | - | - | 9  | 0 | 0 |
| Comunicaciones Argentina | 3.ª                 | 2022                | 3  | 0 | - | - | - | - | 3  | 0 | 0 |
| Comunicaciones Argentina | 3.ª                 | 2023                | 33 | 0 | 1 | 0 | - | - | 34 | 0 | 0 |
| Comunicaciones Argentina | Total club          | Total club          | 45 | 0 | 1 | 0 | - | - | 46 | 0 | 0 |
| Quilmes Argentina | 2.ª                 | 2024                | 8  | 0 | 1 | 0 | - | - | 9  | 0 | 0 |
| Quilmes Argentina | 2.ª                 | 2025                | 19 | 0 | 2 | 0 | - | - | 21 | 0 | 0 |
| Quilmes Argentina | Total club          | Total club          | 27 | 0 | 3 | 0 | - | - | 30 | 0 | 0 |
| Total en su carrera | Total en su carrera | Total en su carrera | 72 | 0 | 4 | 0 | - | - | 76 | 0 | 0 |
| (1) Las copas nacionales se refiere a la Copa Argentina. (2) Las copas internacionales se refiere a la Copa Libertadores y a la Copa Sudamericana. (3) Media de goles por encuentro. No incluye goles en partidos amistosos. |                     |                     |    |   |   |   |   |   |    |   |   |